# Passarião da Palestina
Passarião da Palestina (Grego: Πασσαρίων), também grafado como Passarion, foi um santo cristão, corepíscopo, arquimandrita dos monges e líder do monasticismo palestino primitivo. Sua festa é celebrada no dia 11 de agosto. O Santo perseguiu o ascetismo na primeira metade do século V, se tornando um expoente do monasticismo cenobita e mantendo conversação com Santo Eutímio, o Grande.
Ele fundou um cenóbio em Jerusalém e um ptochotropheion para além do Portão Leste, onde fez uma conexão entre a vida asceta e o serviço aos pobres e necessitados.

## Vida e legado
De acordo com João Rufo "o abençoado Passarião, aquele grande amante dos pobres e amante de estranhos, além de suas outras virtudes piedosas e atos justos, construiu uma casa para os pobres fora dos portões orientais da cidade [de Jerusalém] para o descanso e consolo daqueles cujos corpos eram miseravelmente afligidos pela fraqueza. Ele também ergueu dentro dos muros do Santo Sião um grande e belo mosteiro para o serviço e para o canto daqueles que continuamente, sem cessar, louvam o Senhor. Quando Pedro viu isso, ele desejou se tornar um imitador desta coisa boa. Ele decidiu que, com a ajuda do Senhor, construiria uma casa e ali estabeleceria um certo número de santos monges para louvar o Senhor."
Por volta do ano 400, o Monastério de São Passarião foi construído no Monte Sião para o clero da Igreja do Santo Sião e suas ruínas ainda não foram encontradas. Passarião também ergueu um grande refeitório (beth miskena: Πτωχοτροφείον, πτωχείον) fora das muralhas da cidade, perto do Portão Leste. O centro latino no Monte das Oliveiras ganhou novo impulso quando Santa Melania, a Jovem, ergueu um convento lá, em 432, e depois um mosteiro, em 436, com Gerontio à frente. Este mosteiro e o de Passarião foram os mais importantes em Jerusalém no século V. Os discípulos de Passarião estabeleceram mosteiros também, sendo esses: Romano perto de Thekoa, antes de 451, e perto de Eleuterópolis, em 457, Marciano perto de Belém ,em 456, e Anastácio entre Jerusalém e Belém. Pedro, o Ibérico, estabeleceu seu mosteiro perto da Torre de David (em 428); era conhecido por seu bem-estar e atividades de caridade. Os reclusos também viviam perto da Torre de David, isolados em celas dispersas, junto com os monges que oficiavam na igreja do Santo Sepulcro. Esses monges – os spoudaioi (σπουδαίοι) do Santo Sepulcro – foram reunidos em um cenóbio separado apenas em 494 pelo Patriarca Elias, que estabeleceu um mosteiro para eles perto do patriarcado.
Segundo o cronista São Teófanes, o Confessor, "sob a influência da abençoada Pulquéria, o piedoso Teodósio enviou uma rica doação ao arcebispo de Jerusalém para distribuição aos necessitados, e também uma cruz de ouro cravejada de pedras preciosas para ser erguida no Gólgota. Em troca desses presentes, o arcebispo despachou relíquias do braço direito de Estêvão Protomártir, aos cuidados de São Passarião. Quando esse homem chegou a Calcedônia, naquela mesma noite a bem-aventurada Pulquéria viu São Estêvão em uma visão dizendo a ela: "Eis que sua oração foi ouvida e seu desejo foi realizado, pois cheguei a Calcedônia". E ela se levantou levando seu irmão com ela e foi saudar as relíquias sagradas. Recebendo-os no palácio, ela fundou uma esplêndida capela para o santo Protomártir, e nela depositou as sagradas relíquias."
Também se aprende com Cirilo de Citópolis que Anastácio, sucessor espiritual de Passarião, corepíscopo e guardião dos vasos sagrados da Igreja da Ressurreição, era amigo íntimo de Passarião, como um companheiro asceta. Eventualmente, o monge Savas foi nomeado no lugar de Passarião como "arquimandrita e legislador de todos os Laurae e anacoretas da Palestina". Uma das poucas observações de Cirílo sobre Passarião ilustra o quão famoso ele era, particularmente por causa de sua hospitalidade caridosa, na Vita Euthymi, Cirílo descreve Santo Eutímio, o Grande como "o Passarião semelhante a Abraão".
São Passarião teve grande influência e importância histórica no monasticismo palestino, servindo como modelo para vários santos, como São Pedro, o Ibérico, São Eutímio e São Savas, o qual passou um ano no monastério de Passarião sob seu sucessor. Seus sucessores imediatos foram Elpídio e Gerontio. Os sucessores de Elpídio foram Elias e Lázaro e o sucessor de Gerontio foi Anastácio. Anastácio foi sucessor de Gerontio, visto que o último foi expulso de seus mosteiros como consequência de sua oposição à "Segunda União" entre os bispos e o Patriarca Martírio, depois de ter chefiado os mosteiros de Melania por 45 anos. Não há evidências de que ele tenha sido deposto do cargo de arquimandrita antes disso. Anastácio, portanto, começou seu cargo em 484.
De acordo com João Rufo, Juvenal excursionava monastérios durante a Quaresma, o que incluia visitar monastérios e Laurae do deserto da Judéia. Em 428, quando consagrando uma igreja na Laura de Eutímio, ele tinha Passarião ao seu lado.
São Passarião faleceu pacificamente pouco tempo após a consagração da igreja na Laura de Eutímio, no dia 25 do segundo Teshrin, ou seja, novembro, no ano de 428. Embora sua festa tenha sido inicialmente celebrada em 25 de novembro com São Romano, que repousou alguns anos antes de Passarião, sua festa agora é comemorado em 11 de agosto.